# Shararam
Shararam (Shararam in the Land of Smesharikov) è videogioco per browser online multiplayer per bambini sviluppato tramite Adobe Flash e basato sull'omonimo sito Internet. Il titolo è stato sviluppato tra il 2007 e il 2008 da LLC «New Media» con il supporto dell'operatore di telecomunicazioni MegaFon e altri sponsor.
Il gioco è stato pubblicato ufficialmente il 14 gennaio 2009. Da quel momento fino ad oggi, il gioco ha funzionato tramite Flash e dal 12 gennaio 2021 è diventato disponibile grazie al motore Unity.
Secondo i dati ufficiali dell'azienda, rilevanti per il 2018, il traffico totale del sito, situato su due domini, è di 80-115 mila visitatori al giorno. Secondo i dati interni dell'azienda del 2020, il numero massimo di giocatori connessi a Shararam varia da 1000 a 3420 utenti.
Nel corso dei dieci anni della sua uscita, sono state rese disponibili più di 300 missioni, circa 100 minigiochi e oltre 100 luoghi esplorabili. Inoltre ha più di 70 milioni di utenti registrati.
Dal 2012 al 2017 è esistita una versione inglese del gioco dal titolo RolyPolyLand, ma data la sua scarsa popolarità è stata dismessa.
L'8 febbraio 2017, una versione beta di dispositivi mobili di Shararam, intitolata Shararam in the Land of Smeshariki, è uscita su Google Play e App Store; è stata sviluppata da New Media LLC. Per il suo funzionamento era necessario scaricare il browser Puffin, che ha integrato il supporto per Adobe Flash Player. L'11 febbraio dello stesso anno questa versione è stata rimossa da tutti i negozi virtuali. Al momento, Shararam può essere giocato da dispositivi mobili utilizzando il browser Puffin.

## Sviluppo
Nell'estate del 2008, è stato annunciato l'inizio del beta test del gioco Shararam in the Land of Smeshariki, un progetto basato su Adobe Flash, in cui tutti potevano diventare Smeshariki (i nomi degli utenti del gioco), chattare, fare amicizia ed esplorare il mondo. Lo sviluppo del gioco è iniziato diversi anni prima.
Il 28 dicembre 2008 è terminato il beta testing e il gioco è diventato disponibile per l'accesso anticipato ai proprietari di SmeshKarta e dal 14 gennaio 2009 per tutti. Il 21 novembre 2016, Shararam è diventato disponibile per il download su computer aventi come sistema operativo Windows e dal 2 febbraio 2021 anche macOS.
Nel 2010, Shararam in the Land of Smesharikov ha ricevuto il premio nazionale "Золотой медвежонок" (Orso d'oro) nella nomination "Интернет-проект года" (Progetto Internet dell'anno).
Il 3 dicembre 2020, Shararam ha vinto il Premio Runet.